# Ixodes philipi
Ixodes philipi este o specie de căpușe din genul Ixodes, familia Ixodidae, descrisă de James E. Keirans și Glen M. Kohls în anul 1970. Conform Catalogue of Life specia Ixodes philipi nu are subspecii cunoscute.